# Calypogeia arguta
Calypogeia arguta là một loài rêu trong họ Calypogeiaceae. Loài này được Nees & Mont. ex Nees mô tả khoa học đầu tiên năm 1838.